# فول هاوس

لقطة تلفزيونية تتضمن شعار مسلسل فول هاوس

فول هاوس (بالإنجليزية: Full House)‏ مسلسل تليفزيوني أميركي من إنتاج شبكة أي بي سي الأمريكية. قدم منذ العام 1987 حتى العام 1995. المسلسل من نوعية الكوميديا العائلية.

## شخصيات المسلسل
- بيت يديره الأب داني تانر (ويلعب الدور بوب ساجيت) بعد رحيل الأم (مليندا تانر).
- ثلاث بنات أكبرهن دي جي (لعبت الدور كانديس كاميرون) وأوسطهن ستيفاني (ولعبت الدور جودي سويتين) وأصغرهن ميشيل (وتبادلت أدوار الشخصية التوأم أولسين).
- يعيش معهم الخال جيسي (ويلعب الدور جون ستاموس) مع زوجته (ريبيكا) وأطفاله التوأم
- (جيمس ورايان) وأيضا العم (جوي) ويلعب الدور ديف كولير.. يقدم المسلسل أحداث طريفة
- وهناك شخصيات جانبيه ظهرت لفتره في المسلسل ومنها (فيكي-كيمي غيبلر-ستيف-جيا-ميكي-آرون-دنيس-تيدي-ديريك-)

المسلسل نال شعبية كبيرة لدى عرضه في الولايات المتحدة، وعبر قنوات تلفزية حول العالم فبالإضافة للكوميديا العائلية لا يخلو المسلسل من اللحظات الرومانسية.

## وصلات خارجية
- فول هاوس على موقع IMDb (الإنجليزية)
- فول هاوس على موقع ميتاكريتيك (الإنجليزية)
- فول هاوس على موقع روتن توميتوز (الإنجليزية)
- فول هاوس على موقع روتن توميتوز (الإنجليزية)
- فول هاوس على موقع نتفليكس (الإنجليزية)
- فول هاوس على موقع كينوبويسك (الروسية)
- فول هاوس على موقع ألو سيني (الفرنسية)
- فول هاوس على موقع قاعدة بيانات الفيلم (الإنجليزية)
- Full House at تين نيك  [لغات أخرى]‏
- Lyrics and chords to "Everywhere You Look" on YouTab